# نهائي كأس إيطاليا 1994
نهائي كأس إيطاليا 1994 هي المباراة النهائية من منافسة كأس إيطاليا 1993–94، أقيمت المباراة في 1994، بين فريقي نادي أنكونا، ونادي سامبدوريا، وفاز فيها نادي سامبدوريا، بعد أن هزم نادي أنكونا، بنتيجة 1 - 6.

## تفاصيل المباراة
لعبت المباراة النهائية في 1994.
| نادي أنكونا | 1 -6 | نادي سامبدوريا |
| ----------- | ---- | -------------- |
|             |      |                |